# Busto di Jeanne Hébuterne
Ritratto di Jeanne Hébuterne è un dipinto a olio su tela (55x38 cm) realizzato nel 1919 dal pittore italiano Amedeo Modigliani.
Fa parte di una collezione privata francese.
Il quadro è un ritratto di Jeanne Hébuterne che ebbe un'intensa relazione sentimentale con l'artista tanto da morire suicida due giorni dopo la morte di Modigliani. La Hébuterne fu modella per molti dipinti del maestro.